# Max Aarons
Maximillian James Aarons, född 4 januari 2000 i Hammersmith, är en engelsk fotbollsspelare som spelar för Rangers, på lån från Bournemouth.

## Karriär
Aarons började sin karriär i Luton Town innan han gick till Norwich City 2016. I juni 2018 skrev Aarons på ett treårskontrakt med A-laget. Han debuterade i Ligacupen den 14 augusti 2018 i en 3–1-vinst över Stevenage.
Den 10 augusti 2023 värvades Aarons av Premier League-klubben Bournemouth. Den 13 januari 2025 lånades han ut till La Liga-klubben Valencia på ett låneavtal över resten av säsongen 2024/2025. Den 25 juni 2025 lånades Aarons ut till Scottish Premiership-klubben Rangers på ett säsongslån.

## Privatliv
Max Aarons kusin, Rolando Aarons, är också en professionell fotbollsspelare.

## Karriärstatistik
| Klubb              | Säsong             | Liga                 | Liga    | Liga | Nationell cup | Nationell cup | Ligacup | Ligacup | Internationell cup | Internationell cup | Totalt  | Totalt |
| Klubb              | Säsong             | Division             | Matcher | Mål  | Matcher       | Mål           | Matcher | Mål     | Matcher            | Mål                | Matcher | Mål    |
| ------------------ | ------------------ | -------------------- | ------- | ---- | ------------- | ------------- | ------- | ------- | ------------------ | ------------------ | ------- | ------ |
| Norwich City       | 2018/2019          | Championship         | 41      | 2    | 0             | 0             | 2       | 1       | —                  | —                  | 43      | 3      |
| Norwich City       | 2019/2020          | Premier League       | 36      | 0    | 3             | 0             | 1       | 0       | —                  | —                  | 40      | 0      |
| Norwich City       | 2020/2021          | Championship         | 45      | 2    | 2             | 0             | 0       | 0       | —                  | —                  | 47      | 2      |
| Norwich City       | 2021/2022          | Premier League       | 34      | 0    | 1             | 0             | 0       | 0       | —                  | —                  | 35      | 0      |
| Norwich City       | 2022/2023          | Championship         | 45      | 1    | 1             | 0             | 2       | 0       | —                  | —                  | 48      | 1      |
| Totalt             | Totalt             | Totalt               | 201     | 5    | 7             | 0             | 5       | 1       | —                  | —                  | 213     | 6      |
| AFC Bournemouth    | 2023/2024          | Premier League       | 20      | 0    | 1             | 0             | 2       | 0       | —                  | —                  | 23      | 0      |
| AFC Bournemouth    | 2024/2025          | Premier League       | 3       | 0    | 1             | 0             | 0       | 0       | —                  | —                  | 4       | 0      |
| AFC Bournemouth    | Totalt             | Totalt               | 23      | 0    | 2             | 0             | 2       | 0       | —                  | —                  | 27      | 0      |
| Valencia (lån)     | 2024/2025          | La Liga              | 4       | 0    | 1             | 0             | —       | —       | —                  | —                  | 5       | 0      |
| Rangers (loan)     | 2025/2026          | Scottish Premiership | 2       | 0    | 0             | 0             | 0       | 0       | 3                  | 0                  | 5       | 0      |
| Totalt i karriären | Totalt i karriären | Totalt i karriären   | 230     | 5    | 10            | 0             | 7       | 1       | 3                  | 0                  | 250     | 6      |

1. ↑  Inkluderar matcher i FA-cupen och Copa del Rey
2. ↑  Inkluderar matcher i Engelska Ligacupen
3. ↑  Matcher i Uefa Champions League